# Laye-Yarcé
Pour les articles homonymes, voir Laye.
Laye-Yarcé est une commune rurale située dans le département de Laye de la province du Kourwéogo dans la région Plateau-Central au Burkina Faso.

## Santé et éducation
Le centre de soins le plus proche de Laye-Yarcé est le centre de santé et de promotion sociale (CSPS) de Laye tandis que le centre médical avec antenne chirurgicale (CMA) de la province se trouve à Boussé.